# Omni (album)
Omni is een studioalbum van Steve Jolliffe. Jolliffe greep met dit album terug naar zijn enige album met Tangerine Dream, Cyclone. Meer dan de op dan toe van zijn hand verschenen soloalbums maakte hij veelvuldig gebruik van sequences. Bij Omni legde Jolliffe uit, dat hij liever naar de onbekende toekomst verlangt, dan naar de reeds vastliggende geschiedenis.

## Musici
- Steve Jolliffe – synthesizers, elektronica

## Muziek
| Nr. | Titel   | Duur  |
| --- | ------- | ----- |
| 1.  | Enter   | 18:16 |
| 2.  | Drift   | 16:45 |
| 3.  | Immerse | 21:08 |